# Revolution (2020)
Revolution (2020) est un événement de catch (lutte professionnelle) produit par la promotion américaine All Elite Wrestling (AEW). Il s'agit du sixième événement sous la bannière AEW qui a eu lieu le 29 février 2020 au Wintrust Arena de Chicago, dans l'Illinois.

## Contexte
Les spectacles de la All Elite Wrestling (AEW) sont constitués de matchs aux résultats prédéterminés par les scénaristes de la AEW. Ces rencontres sont justifiées par des storylines – une rivalité entre catcheurs, la plupart du temps – ou par des qualifications survenues dans les shows de la AEW. Tous les catcheurs possèdent un gimmick, c'est-à-dire qu'ils incarnent un personnage gentil (face) ou méchant (heel), qui évolue au fil des rencontres. Un événement comme All Out est donc un événement tournant pour les différentes storylines en cours.

## Tableau des matchs
| Ordre par numéros | Résultat | Stipulation(s)                                          | Temps |
| --- | --- | ------------------------------------------------------- | ----- |
| 1P | The Dark Order (Evil Uno et Stu Grayson) (avec Alex Reynolds et John Silver) bat SCU (Frankie Kazarian et Scorpio Sky) (avec Christopher Daniels) | Tag Team match                                          | 9:25  |
| 2 | Jake Hager bat Dustin Rhodes par soumission | Match simple                                            | 14:40 |
| 3 | Darby Allin bat Sammy Guevara | Match simple                                            | 5:00  |
| 4 | "Hangman" Adam Page et Kenny Omega (c) battent The Young Bucks (Matt et Nick Jackson)                                                             | Tag Team match pour les AEW World Tag Team Championship | 30:56 |
| 5 | Nyla Rose (c) bat Kris Statlander | Match simple pour le AEW Women’s World Championship     | 12:45 |
| 6 | MJF (avec Wardlow) bat Cody (avec Arn Anderson et Brandi Rhodes)                                                                                  | Grudge match                                            | 24:40 |
| 7 | PAC bat Orange Cassidy (avec Best Friends) par soumission                                                                                         | Match simple                                            | 13:00 |
| 8 | Jon Moxley bat Chris Jericho (c) (avec Ortiz et Santana)                                                                                          | Match simple pour le AEW World Championship             | 22:20 |
| La lettre C placée entre parenthèses désigne la personne ou l’équipe championne en titre. P – indique que le match a eu lieu lors du pré-show | |                                                         |       |

## Liens Externes
- Site officiel de la AEW